# Włocławker Leben
Włocławker Leben (jid. וולאצלאווקער לעבּען, Życie Włocławskie) – włocławski tygodnik wydawany w języku jidysz w okresie międzywojennym